# Arrondissement de Tattaguine
Das Arrondissement de Tattaguine in Senegal ist eines von den vier Arrondissements, in die das Département Fatick als Teil der Region Fatick gegliedert ist. Das Arrondissement umfasst drei Gemeinden (Communes). Die Unterpräfektur als Sitz des Arrondissements liegt in der Gemeinde Tattaguine.

## Geografie
Das Arrondissement liegt als Teil des Erdnussbeckens im zentralen Westen Senegals. Es umfasst den Westen des Départements zwischen den Städten Fatick und Thiadiaye und hat eine Fläche von 494,00 km².

## Bevölkerung
Die Daten des Arrondissements und seiner Gemeinden (Communes) sind der Fläche und den letzten Volkszählungen nach wie folgt zusammengestellt:
| Commune        | Fläche km² | Einwohner 2013 | Einwohner 2023 |
| -------------- | ---------- | -------------- | -------------- |
| Diarrère       | 107,700    | 30.237         | 35.775         |
| Diouroup       | 210,500    | 23.213         | 26.348         |
| Tattaguine     | 175,800    | 30.499         | 36.197         |
| Arrondissement | 494,000    | 83.949         | 98.320         |